# هارمونی جامع کاربردی
هارمونی جامع کاربُردی: از ابتدا تا ورود به موسیقی آتونال عنوان کتابی اثر موسیقی‌دان و آهنگساز ایرانی کامبیز روشن روان است.

## تاریخچه
این کتاب ۹۱۴ صفحه شامل: پیشگفتار، مقدمه، ۸ بخش و ۶۱ فصل می‌باشد. در این کتاب مباحث مربوط به علم هارمونی در موسیقی گنجانده شده‌است. این اثر اولین بار در سال ۱۳۸۴ توسط «انتشارات سرود» در ۲ جلد و پس از آن در سال ۱۳۹۳ با اضافه شدن جلد سوم، به صورت تک جلدی توسط «انتشارات معین» منتشر شد و در سی و سومین دوره کتاب سال جمهوری اسلامی شایسته تقدیر شناخته شد. طراحی روی جلد کتاب توسط بیژن بیژنی، اجرای طرح توسط «ترنم حسن‌پور» و عکاسی توسط «بهزاد کریمی» انجام شده‌است.
در این کتاب که حاصل ۴۵ سال فعالیت آموزشی نویسنده اثر در عرصه موسیقی است، هارمونی به صورت حرکت افقی و حرکت عمودی لحاظ شده‌است.

## محتوا
این کتاب آموزشی، موسیقی چندصدایی از قرن پانزدهم تا اوایل قرن بیستم را شامل می‌شود و دارای ۸ بخش با عناوین زیر می‌باشد:
- بخش اول «مبانی» که دارای ۹ فصل است و مباحثی چون: فاصله‌ها، مد، گام، آکوردها، ریتم، موتیف و… بافت موسیقی را در بر می‌گیرد.
- بخش دوم آکوردهای سه‌صدایی، شامل فصل‌های اصلی آموزش آهنگسازی برای وصل آکوردها و قوانین مربوط به آن است.
- بخش سوم نت‌های زینت، دارای هفت فصل است که به کاربرد نت‌های زینت در هارمونی می‌پردازد.
- بخش چهارم «مبانی (فرم موسیقی)»، به مباحثی در خصوص موتیف، جمله‌بندی و پریود در آهنگسازی اشاره دارد.
- بخش پنجم «آکوردها»، در این بخش به معرفی و شیوه وصل آکوردهای هفت به بالا می‌پردازد.
- بخش ششم «مدولاسیون» و شیوه مد‌گردی در گام‌های موسیقی غربی برای آهنگسازی است.
- بخش هفتم «هارمونی کروماتیک»، شامل آموزش نت‌ها و آکوردهایی است که به صورت کروماتیک مورد استفاده قرار می‌گیرد.
- بخش هشتم «هارمونی قرن بیستم»، اشاره‌ای گذرا به هارمونی مدرن دارد برای ورود به موسیقی قرن بیستم.

## نقد
فرهاد فخرالدینی موسیقی‌دان و آهنگساز سرشناس ایرانی در مورد کتاب «هارمونی جامع کاربردی» گفته‌است:
این کتاب برای کسانی که می‌خواهند موسیقی را شروع کنند و آن را ادامه دهند، بسیار ارزشمند است. به نظر من این کتاب می‌تواند منبع مهمی برای شناخت موسیقی قرن بیستم باشد. وقتی این کتاب را مطالعه کردم مشاهده کردم که چه زحمتی برای آن کشیده شده‌است و نویسنده توانسته به درستی از هارمونی تعریف خود را بسیار قابل فهم و درک به مخاطب ارائه دهد.
کامبیز روشن روان این کتاب را حاصل ۴۵ سال فعالیت خود در زمینه آموزشی دانسته‌است.